# NGC 6353
NGC 6353 – asteryzm składający się z 5 ciasno ułożonych obok siebie gwiazd, znajdujący się w gwiazdozbiorze Herkulesa. Odkrył go J. Gerhard Lohse w 1886 roku.